# Kinamand
Kinamand er en dansk film fra 2005, instrueret af Henrik Ruben Genz efter manuskript af Kim Fupz Aakeson.

## Medvirkende
- Bjarne Henriksen
- Vivian Wu
- Paw Henriksen
- Charlotte Fich
- Jeppe Kaas
- Lin Kun Wu
- Chapper